# São Pedro dos Crentes
São Pedro dos Crentes è un comune del Brasile nello Stato del Maranhão, parte della mesoregione del Sul Maranhense e della microregione di Porto Franco.